# 브로츠와프 시청사

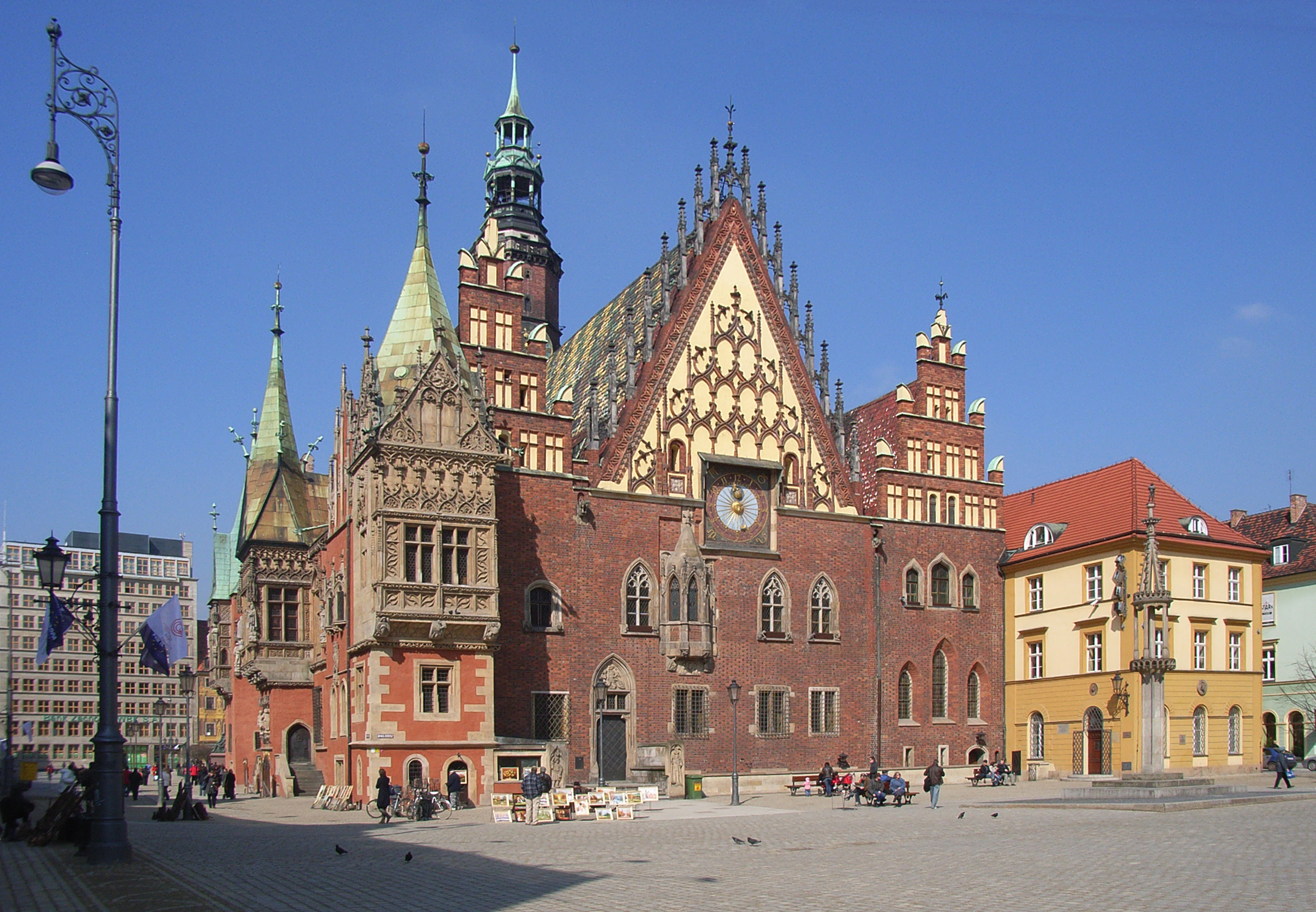
브로츠와프 시청사

브로츠와프 시청사(폴란드어: Ratusz we Wrocławiu)는 폴란드 브로츠와프 시장광장에 있는 시청사이다. 13세기에 지어진 고딕 양식의 건축물로, 도시의 주요 랜드마크 중 하나이다.
브로츠와프 시청사의 오랜 역사는 초기 건설 이후 도시에서 일어난 발전을 반영하고 있다. 시청사는 브로츠와프 시청이 들어서 있으며, 건물 내의 홀은 콘서트와 같은 시민 및 문화 행사에 사용된다. 또한 박물관이 있으며 지하에는 레스토랑이 있다.